# Andrés Amaya

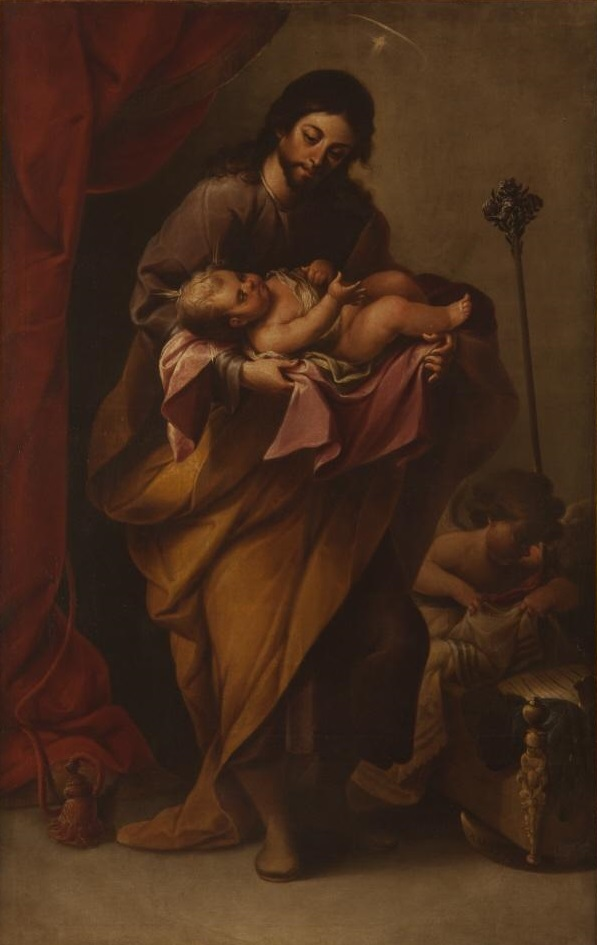
San José con el Niño, óleo sobre lienzo, 154 x 97 cm, Valladolid, Museo Nacional de Escultura.

Andrés Amaya (fallecido en Valladolid en 1704) fue un pintor barroco español activo en Castilla y León.
Nada se sabe de su lugar de nacimiento y formación. Se ha señalado que su apellido es de origen burgalés. Ceán Bemúdez lo supuso discípulo de Vicente Carducho, lo que parece poco probable, aunque por el  estilo de sus pinturas sí es posible que se formase en Madrid, en contacto con pintores del pleno barroco como José Moreno o Francisco de Solís, con los que comparte un mismo estilo de pintura vivaz y alegre colorido.
Siguiendo a Antonio Ponz, Ceán citó como obras suyas únicamente las pinturas situadas a los lados del presbiterio de la iglesia de San Martín de Segovia, firmadas en 1682, y por su estilo se le atribuyen los lienzos con historias de la vida del santo titular en el retablo mayor labrado en estilo salomónico por José Vallejo Vivanco, en 1667. Se trata, en opinión de Pérez Sánchez, de una serie de pinturas de bien estudiada composición, comprendidas entre lo más característico de la producción de Andrés Amaya, de la que se encuentran otros ejemplos en el monasterio de San Millán de la Cogolla —Desposorios místicos de santa Gertrudis y San Antonio Abad—, en la iglesia de San Miguel de Palencia, en San Isidoro de León y en Valladolid en la catedral y en las iglesias de San Pedro, San Miguel y de la Vera Cruz —San Francisco de Asís y Santa Teresa y Sagrada Familia, ocupando los áticos de los altares colaterales, que podrían fecharse en 1693, además de las obras guardadas en el Museo Nacional de Escultura: San José con el Niño, Fernando III el Santo y Santo Domingo en Soriano.
Tuvo como discípulo al vallisoletano Ignacio de Prado.